# Don Luis Apolo
Don Luis Apolo (Osorno, febrero de 2001-Osorno, 10 de septiembre de 2023) fue un perro chileno que vivía en la ciudad de Osorno y que tuvo notoriedad por su vida callejera y los reconocimientos recibidos, generando concientización sobre la tenencia responsable de animales.

## Biografía
El perro nació en febrero de 2001 y a los seis meses fue abandonado en el centro de Osorno, en donde esperaba que retornaran sus dueños; producto de esto, los habitantes del sector lo comparaban con el can japonés Hachikō. También se caracterizaba por acompañar las distintas marchas y manifestaciones que se realizaban en la ciudad, de manera similar a lo que realizaba Negro Matapacos en Santiago.
Una de las características de Don Luis Apolo es que comúnmente deambulaba por las calles del centro de Osorno, pidiendo galletas «Serranita» o «Carioca» a los dueños de los quioscos, quienes le entregaban los envases cerrados y él los abría con su propio hocico. Habitualmente dormía en la calle Lastarria, lugar donde en agosto de 2020 se le instaló una casita construida por los propios vecinos del sector.
En 2019 fue adoptado por Hilda Madrid, quien explica que el can posee en realidad dos nombres: de lunes a viernes se llama «Don Luis» y el fin de semana se le agrega el nombre «Apolo». El 10 de septiembre de 2022 participó de un desfile de Fiestas Patrias en donde marchó vestido de huaso; el registro de su participación fue compartido en TikTok y otras redes sociales, convirtiéndose en un fenómeno viral.
Producto de complicaciones de salud debido a su avanzada edad, Don Luis Apolo falleció el 10 de septiembre de 2023.

## Reconocimientos
El 1 de octubre de 2021 fue inaugurada la primera clínica veterinaria municipal de Osorno, que lleva el nombre de Don Luis Apolo como homenaje al can. En julio de 2022 fue inaugurado en el Mercado Municipal de Osorno una serie de murales —denominados «Museo a Cielo Abierto»— que en uno de sus paneles contiene una pintura dedicada a Don Luis Apolo.
El 5 de octubre de 2022 fue inaugurada una estatua de Don Luis Apolo en la esquina de las calles Lastarria y Lynch en la ciudad de Osorno. La obra, que busca generar conciencia sobre la tenencia responsable de mascotas, fue realizada en madera por el escultor local Roberto Rosas Barría, y su creación surgió luego de peticiones en redes sociales desde 2020 y la recolección de más de 1500 firmas ante la Municipalidad de la comuna.